# Ізвору (Гогошарі, Джурджу)
Ізвору (рум. Izvoru) — село у повіті Джурджу в Румунії. Входить до складу комуни Гогошарі.
Село розташоване на відстані 70 км на південний захід від Бухареста, 24 км на захід від Джурджу.

## Населення
За даними перепису населення 2002 року у селі проживали 898 осіб.
Національний склад населення села:
| Національність | Кількість осіб | Відсоток |
| -------------- | -------------- | -------- |
| румуни         | 801            | 89,2%    |
| цигани         | 96             | 10,7%    |

Рідною мовою назвали:
| Мова      | Кількість осіб | Відсоток |
| --------- | -------------- | -------- |
| румунська | 880            | 98,0%    |
| циганська | 18             | 2,0%     |